# Autentifikacija
Autentifikacija je proces određivanja identiteta nekog subjekta, najčešće se odnosi na fizičku osobu. U praksi subjekt daje određene podatke po kojima druga strana može utvrditi da je subjekt upravo taj kojim se predstavlja. Najčešći primjeri su: uz korištenje kartice na bankomatu i upisivanje PIN-a, ili upisivanje (korisničkog) imena i zaporke. Autentifikacija se razlikuje od autorizacije; to su dva različita procesa.